# Plethodon kisatchie
Espèce
Statut de conservation UICN

 LC  : Préoccupation mineure
Plethodon kisatchie est une espèce d'urodèles de la famille des Plethodontidae.

## Répartition
Cette espèce est endémique d'Amérique du Nord. Elle se rencontre dans le sud de l'Arkansas et dans le Nord et le centre de la Louisiane.

## Étymologie
Cette espèce est nommée en référence au lieu de sa découverte, la forêt nationale de Kisatchie.

## Publication originale
- Highton, Maha & Maxson, 1989 : Biochemical evolution in the Slimy Salamanders of the Plethodon glutinosus complex in the eastern United States. Illinois Biological Monographs, vol. 57, p. 1-153 (texte intégral).